# Манастир Каменац
Манастир Каменац се налази неколико километара од Груже, у селу Честину, у подножју Гледићких планина. Манастир не располаже ризницом нити писаним подацима о свом настанку и трајању. По предању, по облику цркве и по значају који је манастир имао током векова, настанак манастира се везује за деспота Стефана Лазаревића крајем 14. и почетком 15. века.

## Прошлост манастира
Као година почетка изградње манастирске цркве наводи се 1416. година, а градња је завршена 1426. године. Манастир Каменац помињу и турски извори из 1528. и 1530. године.
Манастирска црква је обновљена 1547. године настојањем игумана Теофана, духовника Симеона и породице Косировић, о чему сведочи натпис изнад улазног портала у наос.
Манастир је страдао по доласку Турака у ове крајеве, средином 15. века, али је непознато колико је био оштећен а колико обнављан. Друга обнова манастира изведена је 1700. године, када га је морачки калуђер Јоаникије оправио и оградио каменим зидом. Током 18. века постао је метох суседног манастира Каленића. Манастир помињу и аустријски извори из двадесетих и тридесетих година 18. века.
Почетком 19. века Каменац је у ратовима са Турцима доста страдао, тако да је у том веку на манастиру доста зидано и рађено. То су били мањи захтеви на цркви и конацима. Тако 1830. године црква је покривена металним лимом, 1860. израђена су северна врата цркве а 1870. црква је живописана и постављен је иконостас, рад Димитрија Посниковића.
У 20. веку, нарочито последњих година века, настављен је интензиван рад на уређењу манастирског комплекса.
У манастирској порти постављен споменик у облику обелиска ратницима Ослободилачких ратова 1912—1918. испод којег су сахрањени посмртни остаци непознатих тридесетшест ратника родом из Подриња.
Од најранијих времена манастир Каменац је био мушки манастир. По одлуци надлежних црквених власти преображен је 1966. године у женски манастир и њена прва игуманија била је Ирина Сарић, њеним залагањем обновљен је манастир и подигнут је манастирски конак који је освећен 1979. године.

## Изглед манастирске цркве
Црква је сажетог облика триконхоса са витком куполом изнад централног простора наоса. Засведена је полуобличастим сводом. Зидана је од ломљеног камена а под је од мермерних камених плоча квадратног и правоугаоног облика. Од пластичне декорације на фасадама истиче се кровни венац богато профилисан и моравског карактера. На западу је накнадно дозидана квадратна припрата засведена слепом куполом. На зидовима у унутрашњости цркве и нартекса налази се живопис из 1870. године. Распоред фресака је уобичајен за црквено сликарство овог периода,
Дрвени двоспратни иконостас, рад познатог иконописца Димитрија Посниковића, састоји се од 21 иконе дрвених парапетних плоча.

## Споменик културе
Манастир Каменац је под заштитом Завода за заштиту споменика културе Крагујевац од 1969. године. Одмах поред цркве налази се једна од најстаријих школа у ослобођеној Србији, коју је 1818. године основао др Николај Николајевић Гружанин, а која и данас ради као огранак Основне школе „Рада Шубакић” у Гружи.